# سیدآباد (گرمی)
سیدآباد روستایی است که در استان اردبیل، شهرستان گرمی، بخش انگوت، دهستان انگوت شرقی قرار دارد.

## جمعیت
بر اساس سرشماری سال ۱۳۸۵ جمعیت این روستا ۲۱۱ نفر با ۳۷ خانوار بوده‌است.